# Liste der Bodendenkmäler in Lüdenscheid
Die Liste der Bodendenkmäler in Lüdenscheid führt die Bodendenkmäler der sauerländischen
Stadt Lüdenscheid auf.

## Denkmäler
| Nummer | Lage                                                      | Beschreibung                                                        | Denkmal seit | Bild |
| ------ | --------------------------------------------------------- | ------------------------------------------------------------------- | ------------ | ---- |
| 1      | Freisenberg                                               | Hohlwegbündel                                                       | 01.03.1988   |      |
| 2      | Krummenscheid, oberhalb von Rathmecke                     | Eisenverhüttungsgebiet Dünnebrett                                   | 23.05.1989   |      |
| 3      | Zwischen ehemaliger Kaserne Baukloh und Talstraße (B 229) | Landwehr Baukloh                                                    | 12.06.1997   |      |
| 4      | Schloss Neuenhof                                          | Mittelster Osemundhammer Schloss Neuenhof                           | 18.08.1999   |      |
| 5      | Westlicher Sternplatz, Lüdenscheid                        | Fundamente der um 1470 erbauten und 1887 abgebrochenen Kreuzkapelle | 29.07.2011   |      |